# Meadow Lake (Saskatchewan)
Meadow Lake è un comune del Canada, situato nella provincia del Saskatchewan, nella divisione No. 17.